# Entzündlich-rheumatische Erkrankung
In der medizinischen Fachsprache bezeichnet der Begriff entzündlich-rheumatische Erkrankung (ERE) eine Gruppe verschiedener, oft chronisch verlaufender Autoimmunerkrankungen. Die entzündlichen Reaktionen spielen sich meist im Bereich des Bewegungsapparats ab. Die inneren Organe, Haut, Schleimhäute und Blutgefäße können jedoch ebenfalls betroffen sein. Abzugrenzen sind die Begriffe Rheuma  und Rheumatismus aus der Alltagssprache, mit denen generell schmerzhafte chronische Gelenkbeschwerden unterschiedlicher Ursache gemeint sind.

## Verbreitung
Für den Untersuchungszeitraum von 2014 bis 2022 wird für entzündlich-rheumatische Erkrankungen eine Häufigkeit (Prävalenz) von 2,2 % bis 3 % der erwachsenen Bevölkerung in Deutschland angegeben. Dies entspricht einer Zahl von etwa 1,5 bis 2,1 Millionen Betroffenen. Untersuchungen bis zum Jahr 2016 ergaben noch eine Zahl von 1,45 Millionen Erkrankten.

## Krankheitsentstehung
Chronisch-entzündliche Erkrankungen beruhen auf einer Fehlfunktion des Immunsystems. Dessen normale Funktion ist die Erkennung und Zerstörung von Infektionserregern, von Krebszellen, sowie von überalterten oder infizierten Körperzellen. Die Fehlfunktion wirkt sich so aus, dass körpereigene Strukturen als fremd erkannt und angegriffen werden. Die daraus entstehende chronische Entzündung führt zunächst zu Schmerzen und Schwellungen, später zu Funktionseinschränkungen und Funktionsverlust.

## Formen
Bei Erwachsenen liegen in der Regel chronische Verlaufsformen vor, während Kinder häufiger unter vorübergehenden Beschwerden leiden, die nach einigen Wochen wieder folgenlos abklingen. Über 100 verschiedene ERE bei Erwachsenen sind bekannt. Sie können nach dem Ort der entzündlichen Prozesse im Körper in folgende Gruppen eingeteilt werden:

### Entzündliche Gelenkerkrankungen
Der häufigste Vertreter ist hier die Rheumatoide Arthritis (z. B. FA20.0 Seropositive chronische Polyarthritis ICD-11).

### Entzündliche Erkrankungen der Wirbelsäule
Sie tritt meist als Ankylosierende Spondylitis auf (z. B. FA92.0Z Axiale Spondylitis, nicht näher bezeichnet ICD-11).

### Entzündliche Erkrankungen des Bindegewebes
Die wichtigste Erkrankung dieser Gruppe ist der Systemische Lupus erythematodes (z. B. 4A40.0Z Systemischer Lupus erythematodes, nicht näher bezeichnet ICD-11).
Die Klassifikation der unterschiedlichen Formen der ERE erfolgt im ICD-11 nach den betroffenen Körperabschnitten.

## Krankheitslast
Seit dem Jahr 1993 sammeln Rheumazentren statistische Daten in der sogenannten rheumatologischen Kerndokumentation, um die Krankheitslast beurteilen zu können. Das mittlere Erkrankungsalter liegt bei den ERE bei etwa 52 Jahren, die Geschlechter sind in gleichem Ausmaß betroffen. Bei einer Befragung im Jahr 2007 gaben 22 % der Patienten mit einer rheumatoiden Arthritis (RA) an, im Moment der Befragung an starken Schmerzen zu leiden. 42 % berichteten über starke Funktionseinschränkungen. Die Ergebnisse bei der ankylosierenden Spondylarthritis (AS) waren ähnlich, während Patienten mit systemischem Lupus erythematodes (SLE) weniger Schmerzen und Funktionseinbußen angaben. Bei einer Krankheitsdauer von bis zu fünf Jahren waren bereits 26 % der RA-Kranken hilfsbedürftig und 4 % pflegebedürftig. Die Anteile stiegen mit zunehmender Krankheitsdauer. Bei einer Krankheitsdauer von bis zu zwei Jahren hatten 35 % der erwerbstätigen RA-Patienten mindestens eine Arbeitsunfähigkeitszeit pro Jahr. Die mittlere Dauer der Arbeitsunfähigkeit lag in dieser Gruppe bei 43 Tagen. Das mittlere Alter des Rentenzugangs aller erwerbstätigen ERE-Patienten betrug bei den Frauen 49,3 Jahre und bei den Männern 50,5 Jahre.

## Krankheitskosten
ERE stellen für das Gesundheitswesen und die Betroffenen eine erhebliche finanzielle Belastung dar. Das Statistische Bundesamt ermittelte für 2006 Gesundheitskosten für die gelenkbezogenen ERE in Höhe von 1,5 Milliarden Euro, für die Systemerkrankungen des Bindegewebes (SLE und ähnliche) 320 Millionen Euro. Die Kosten für die ERE der Wirbelsäule lagen bei 1,8 Milliarden Euro. Während im Zeitraum von 2002 bis 2006 die gesamten Krankheitskosten um 7,8 % anstiegen, lag der Steigerungssatz der gelenkbezogenen ERE bei 33 %, der der ERE des Bindegewebes bei 32 % und der der AS bei 84 %.

## Entzündlich-rheumatische Erkrankungen im Kindesalter
Bei 3 von 1000 Kindern unter 16 Jahren treten ERE als vorübergehendes Phänomen auf, das nach Tagen oder Wochen wieder folgenlos abklingt. Ein typisches und verbreitetes Beispiel ist der Hüftschnupfen (Coxitis fugax FA2Z&XA4XS4 Entzündliche Arthritiden, nicht näher bezeichnet, Hüfte IDC-11), der im Zusammenhang mit unkomplizierten Virusinfekten auftritt. Kinder reagieren auf Virusinfektionen häufig auch mit einer Entzündung der Blutgefäße (Vaskulitis). ERE mit diesem Verlauf sind die Purpura Schönlein-Henoch (4A44.92 IgA [Immunglobulin A]-Vaskulitis ICD-11), das Kawasaki-Syndrom (4A44.5 Mukokutanes Lymphknotensyndrom) und das Pädiatrische inflammatorische Multisystem-Syndrom (PIMS RA03 Multisystemisches Entzündungssyndrom in Verbindung mit COVID-19 ICD-11).
Mit einer Häufigkeit von 1 von 1000 Kindern kommt es zu chronischen Verlaufsformen, die dann denen der Erwachsenen ähneln. Etwa 15.000 Kinder sind in Deutschland betroffen. Typische ERE mit Gelenkbezug bei Kindern sind die juvenile idiopathische Arthritis  und die juvenile Spondyloarthritis (FA24 ICD-11). An Bindegewebserkrankungen sind die juvenile Dermatomyositis zu nennen (4A41.01 ICD-11) und der systemische Lupus erythematodes (4A40.0Z ICD-11).
Für Kinder mit chronischen ERE ist die Versorgungslage schwierig. Im Jahr 2007 gab es in Deutschland 84 Kinderärzte mit Weiterbildung in pädiatrischer Rheumatologie, nur 11 davon waren in eigener Praxis niedergelassen. Ein Drittel der von chronischen ERE betroffenen Kinder muss sich einmal im Jahr stationär im Krankenhaus behandeln lassen. Die Verweildauer beträgt im Durchschnitt 7 Tage. Im Jahr 2006 hatten 14 % einen Schwerbeschädigtenausweis, 4 % waren pflegebedürftig.

## Therapie
Patienten mit ERE haben ein erhöhtes Risiko für bestimmte Infektionserkrankungen. So erkranken Patienten mit rheumatoider Arthritis (RA) unabhängig von der Medikation doppelt so häufig an Pneumokokkeninfektionen wie die Normalbevölkerung. ERE sind vielgestaltig und betreffen unterschiedliche Organsysteme. Entsprechend unterschiedlich ist auch deren Therapie.

### Immunsuppression
Da es sich jedoch immer um Autoimmunerkrankungen handelt, werden bei allen ERE im Falle eines schweren Verlaufs auch Immunsuppressiva eingesetzt. Dies sind Medikamente, die die Aktivität des Immunsystems vermindern. Unter einer solchen Therapie sind Patienten mit ERE besonderen Risiken ausgesetzt. Das ohnehin schon durch die Krankheit erhöhte Risiko für Infektionen wird durch die Therapie weiter gesteigert. Daher sind Schutzmaßnahmen für Patienten mit ERE besonders wichtig. Dazu gehören beispielsweise besondere Hygienemaßnahmen, Schutzimpfungen und social distancing. Vor Beginn einer Therapie mit TNF-α-Inhibitoren müssen Patienten auf das Vorhandensein einer aktiven oder latenten Tuberkulose untersucht werden. Diese würde durch die Behandlung begünstigt werden. Bei Impfungen ist besondere Vorsicht angebracht. Während Totimpfstoffe kein Problem darstellen, muss auf die Anwendung von Lebendimpfstoffen wie die Gelbfieberimpfung oder die Mumps-Masern-Röteln-Impfung eventuell verzichtet werden. Der Umgang mit der Covid-19-Pandemie stellt die Patienten mit ERE vor besondere Herausforderungen. Die Deutsche Gesellschaft für Rheumatologie hat daher in einer Leitlinie einen Katalog mit Handlungsempfehlungen herausgegeben. Darin wird betont, dass nicht jede ERE mit einem erhöhten Risiko für einen schweren Verlauf von Covid-19 verbunden ist. Bei der RA ist das Risiko kaum erhöht. Deutlich erhöht ist es bei den ERE des Bindegewebes, vor allem den Formen der Vaskulitis. Unklar ist dabei, ob die Erkrankung selbst, die Therapie oder bereits vorliegende Organschäden durch die Grunderkrankung für die Risikoerhöhung verantwortlich sind.

### Mediterrane Ernährung
Unter mediterraner Ernährung (ME) versteht man eine Kost, die sich aus großen Anteilen von Obst und Gemüse, Hülsenfrüchten und Vollkorn-Getreideprodukten zusammensetzt. Ergänzt wird dies durch reichliche Verwendung von Olivenöl, durch Milchprodukte wie Käse und Joghurt, Nüsse, geringe Mengen Fisch, hellem Fleisch und Wein (maximal 10 g Alkohol pro Tag).
ME senkt bei Männern signifikant das statistische Risiko, an einer rheumatoiden Arthritis (RA) zu erkranken. Für Frauen gelang dieser Nachweis nicht.
Bei Patienten mit bestehender RA zeigte ein zweijähriger Ernährungsversuch mit ME eine signifikante Verbesserung von Aktivität und Vitalität.
Auch bei Patienten mit ankylosierender Spondylitis konnte ein Schulungsprogramm zur ME nach sechs Monaten Aktivität und Vitalität verbessern. Bei Patienten mit Schuppenflechte (Psoriasis) war der Effekt geringer, aber nachweisbar. Insgesamt profitierten Patienten mit hohem Body-Mass-Index stärker als solche mit Normalgewicht.
Die Effekte der ME sind insgesamt gering und ersetzen keinesfalls andere Therapieformen. Da sie aber keinerlei schädigendes Potential aufweist und auch andere positive Effekte erwarten lässt, empfiehlt die Deutsche Gesellschaft für Rheumatologie die ME als begleitende Maßnahme bei allen ERE.